# Diglielo tu/Strega
Diglielo tu/Strega è un singolo del cantautore Gianni Davoli pubblicato nel 1971.

## Descrizione
Nel disco sono presenti due canzoni entrambe scritte e composte dallo stesso Gianni Davoli. La seconda canzone del disco intitolata Strega racconta la negatività d'animo che può avere una donna nei momenti in cui commette errori. Il 45 giri è stato pubblicato nel 1971 con l'etichetta discografica Cinevox.

## Tracce
1. Diglielo tu - 3:22 (G.Davoli)
2. Strega - 2:45 (G.Davoli)